# Liste de gares au Luxembourg

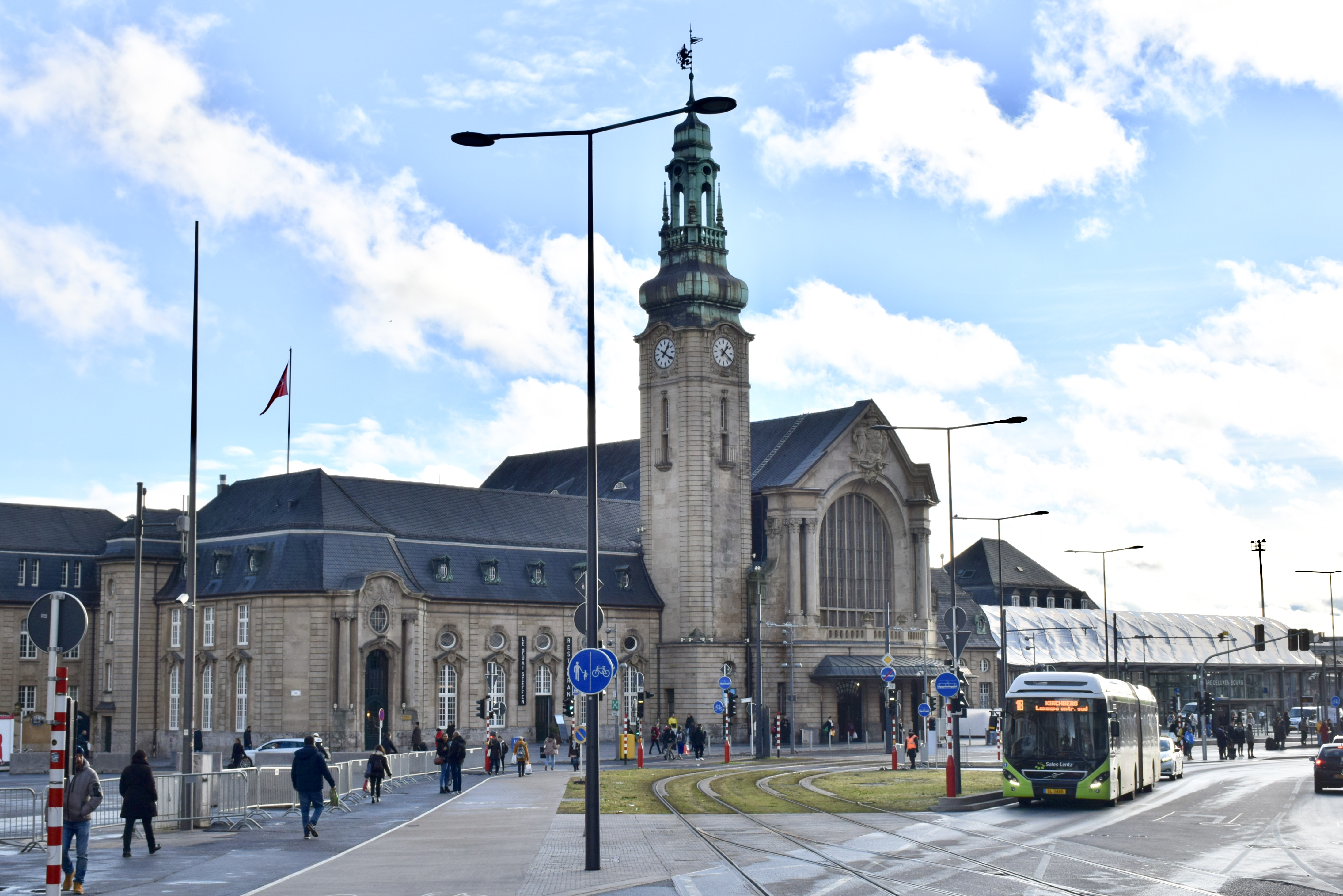
Gare de Luxembourg

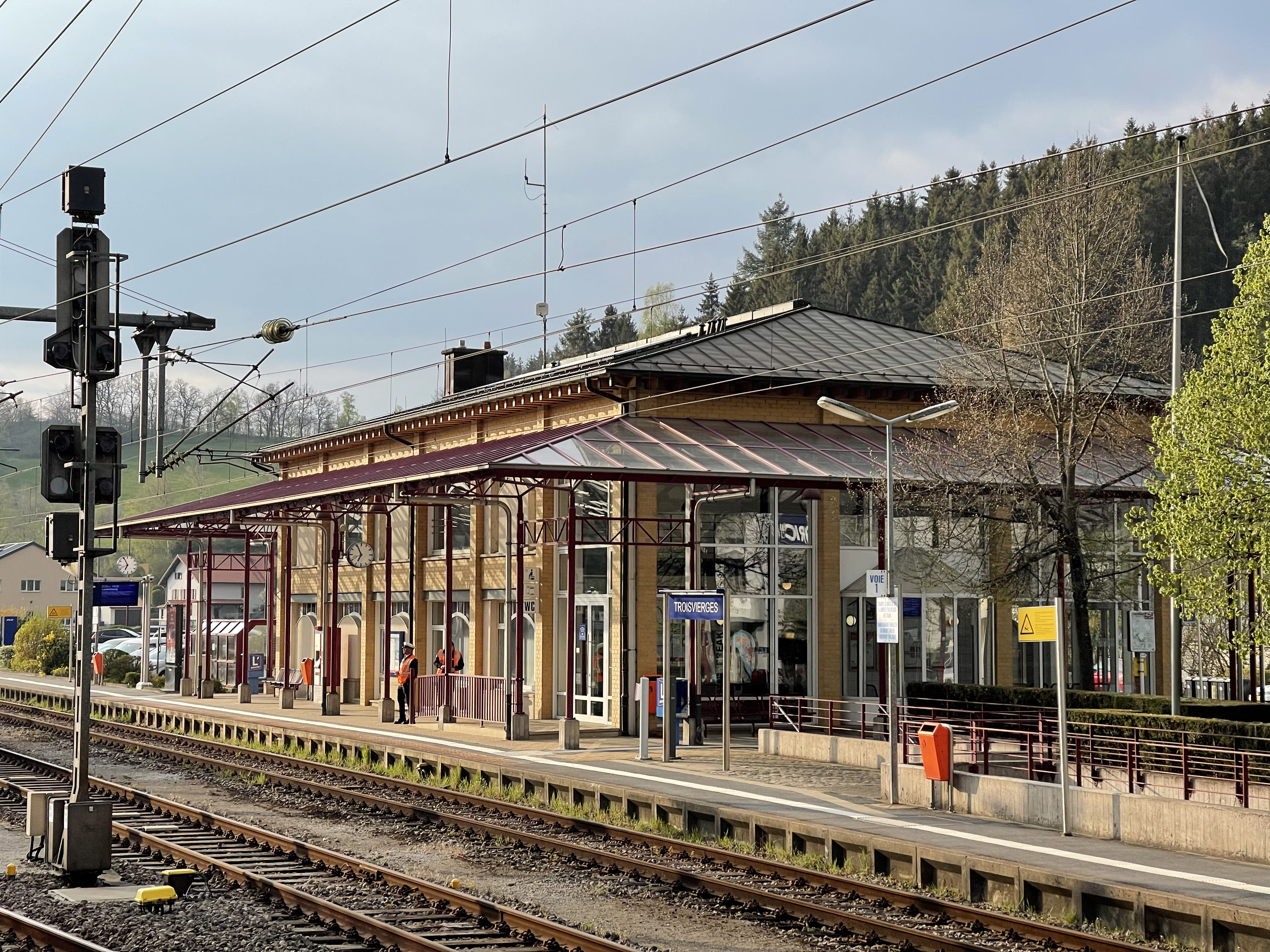
Gare de Troisvierges

La liste de gares au Luxembourg, est une liste des gares ferroviaires, haltes ou arrêts, situées au Luxembourg.
Liste exhaustive pour les gares ouvertes au service des voyageurs, pour les gares fermées (en italique) des lignes à voie normale et quasi-exhaustive pour les gares fermées (en italique) des lignes à voie métrique et celles de triage ou dédiées exclusivement au trafic de marchandises.

## Gares ferroviaires des lignes du réseau national

### Gares ouvertes au trafic voyageurs
Liste des gares ouvertes au service des voyageurs : celles de la Société nationale des chemins de fer luxembourgeois (CFL) situées sur le territoire luxembourgeois, ainsi que les deux gares CFL en territoire français.
| Nom | Nom                   | Commune                       | Ligne                                           | Mise en service    | Fréquentation annuelle (2022) |
| --- | --------------------- | ----------------------------- | ----------------------------------------------- | ------------------ | ----------------------------- |
|     | Audun-le-Tiche        | Audun-le-Tiche (France)       | Ligne 6e                                        | 1er septembre 1880 | 226 833                       |
|     | Bascharage - Sanem    | Käerjeng                      | Ligne 7                                         | 8 août 1900        | 434 222                       |
|     | Belval-Lycée          | Sanem                         | Ligne 6f                                        | 29 septembre 2011  | 1 462 770                     |
|     | Belval-Rédange        | Sanem                         | Ligne 6f                                        | 1er août 1873      | 1 462 770                     |
|     | Belval-Université     | Esch-sur-Alzette              | Ligne 6f                                        | 8 novembre 2009    | 1 462 770                     |
|     | Belvaux-Soleuvre      | Sanem                         | Ligne 6f                                        | 1er août 1873      | 63 609                        |
|     | Berchem               | Roeser                        | Ligne 6                                         | 11 août 1859       | 175 986                       |
|     | Bertrange - Strassen  | Bertrange                     | Ligne 5                                         | 15 septembre 1859  |                               |
|     | Bettembourg           | Bettembourg                   | Ligne 6 Ligne 6a Ligne 6b                       | 11 août 1859       | 3 495 828                     |
|     | Betzdorf              | Betzdorf                      | Ligne 3                                         | 1er janvier 1908   | 45 462                        |
|     | Capellen              | Mamer                         | Ligne 5                                         | 15 septembre 1859  | 92 292                        |
|     | Cents-Hamm            | Luxembourg                    | Ligne 3                                         | 29 septembre 1991  | 51 660                        |
|     | Clervaux              | Clervaux                      | Ligne 1                                         | 15 décembre 1866   | 331 186                       |
|     | Colmar-Berg           | Colmar-Berg                   | Ligne 1                                         | 21 juillet 1862    | 103 199                       |
|     | Cruchten              | Nommern                       | Ligne 1                                         | 21 juillet 1862    | 51 188                        |
|     | Diekirch              | Diekirch                      | Ligne 1                                         | 16 novembre 1862   | 459 850                       |
|     | Differdange           | Differdange                   | Ligne 6f                                        | 1er août 1873      | 990 902                       |
|     | Dippach - Reckange    | Dippach                       | Ligne 7                                         | 8 août 1900        | 184 775                       |
|     | Dommeldange           | Luxembourg                    | Ligne 1                                         | 21 juillet 1862    | 399 035                       |
|     | Drauffelt             | Clervaux                      | Ligne 1                                         | 3 octobre 1889     | 50 945                        |
|     | Dudelange-Burange     | Dudelange                     | Ligne 6b                                        | 30 mai 1999        | 776 797                       |
|     | Dudelange-Centre      | Dudelange                     | Ligne 6b                                        | 30 mai 1999        | 776 797                       |
|     | Dudelange-Usines      | Dudelange                     | Ligne 6b                                        | 20 décembre 1883   | 776 797                       |
|     | Dudelange-Ville       | Dudelange                     | Ligne 6b                                        | 20 décembre 1883   | 776 797                       |
|     | Esch-sur-Alzette      | Esch-sur-Alzette              | Ligne 6a Ligne 6f Ligne 6e                      | 23 avril 1860      | 2 831 327                     |
|     | Ettelbruck            | Ettelbruck                    | Ligne 1                                         | 21 juillet 1862    | 1 768 952                     |
|     | Goebelsmühle          | Bourscheid                    | Ligne 1                                         | 15 décembre 1866   | 45 981                        |
|     | Heisdorf              | Steinsel                      | Ligne 1                                         | 1993               | 95 689                        |
|     | Hollerich             | Luxembourg                    | Ligne 7                                         | 8 août 1900        | 256 011                       |
|     | Howald                | Hesperange                    | Ligne 6                                         | 10 décembre 2017   | 415 367                       |
|     | Kautenbach            | Kiischpelt                    | Ligne 1                                         | 15 décembre 1866   | 595 008                       |
|     | Kayl                  | Kayl                          | Ligne 6c                                        | 1er juin 1860      | 5 463                         |
|     | Kleinbettingen        | Steinfort                     | Ligne 5                                         | 15 septembre 1859  | 250 907                       |
|     | Lamadelaine           | Pétange                       | Ligne 6f                                        | 1er août 1873      | 310 497                       |
|     | Leudelange            | Leudelange                    | Ligne 7                                         | 8 août 1900        | 70 640                        |
|     | Lintgen               | Lintgen                       | Ligne 1                                         | 21 juillet 1862    | 186 575                       |
|     | Lorentzweiler         | Lorentzweiler                 | Ligne 1                                         | 21 juillet 1862    | 151 243                       |
|     | Luxembourg            | Luxembourg                    | Ligne 1 Ligne 3 Ligne 4 Ligne 5 Ligne 6 Ligne 7 | 11 août 1859       | 15 765 929                    |
|     | Mamer                 | Mamer                         | Ligne 5                                         | 15 septembre 1859  | 280 615                       |
|     | Mamer-Lycée           | Mamer                         | Ligne 5                                         | 15 septembre 2003  | 280 615                       |
|     | Manternach            | Manternach                    | Ligne 3                                         | 15 mai 1900        | 51 410                        |
|     | Merkholtz             | Kiischpelt                    | Ligne 1b                                        | 1er juin 1881      | 6 253                         |
|     | Mersch                | Mersch                        | Ligne 1                                         | 21 juillet 1862    | 1 336 910                     |
|     | Mertert               | Mertert                       | Ligne 3                                         | 29 août 1861       | 52 874                        |
|     | Michelau              | Bourscheid                    | Ligne 1                                         | 10 mai 1874        | 41 213                        |
|     | Munsbach              | Schuttrange                   | Ligne 3                                         | 1899               | 113 311                       |
|     | Niederkorn            | Differdange                   | Ligne 6f                                        | 1er juin 1986      | 146 919                       |
|     | Noertzange            | Bettembourg                   | Ligne 6a Ligne 6c                               | 1er mars 1861      | 205 316                       |
|     | Oberkorn              | Pétange                       | Ligne 6f                                        | 1er août 1873      | 171 347                       |
|     | Oetrange              | Contern                       | Ligne 3 Ligne 4                                 | 29 août 1861       | 121 807                       |
|     | Paradiso              | Wiltz                         | Ligne 1b                                        | 1997               |                               |
|     | Pétange               | Pétange                       | Ligne 6f Ligne 6g Ligne 6h Ligne 6j Ligne 7     | 1er août 1873      | 1 705 457                     |
|     | Pfaffenthal-Kirchberg | Luxembourg                    | Ligne 1                                         | 10 décembre 2017   | 1 183 133                     |
|     | Rodange               | Pétange                       | Ligne 6f                                        | 1er août 1873      | 1 081 455                     |
|     | Roodt                 | Betzdorf                      | Ligne 3                                         | 29 août 1861       | 97 717                        |
|     | Rumelange             | Rumelange                     | Ligne 6c                                        | 1er juin 1860      | 8 077                         |
|     | Sandweiler - Contern  | Contern                       | Ligne 3                                         | 29 août 1861       | 265 775                       |
|     | Schieren              | Schieren                      | Ligne 1                                         | 20 avril 1881      | 105 103                       |
|     | Schifflange           | Schifflange                   | Ligne 6a                                        | 23 avril 1860      | 710 620                       |
|     | Schouweiler           | Dippach                       | Ligne 7                                         | 8 août 1900        | 46 263                        |
|     | Tétange               | Kayl                          | Ligne 6c                                        | 1er juin 1860      | 2 623                         |
|     | Troisvierges          | Troisvierges                  | Ligne 1                                         | 15 décembre 1866   | 261 756                       |
|     | Volmerange-les-Mines  | Volmerange-les-Mines (France) | Ligne 6b                                        | 15 décembre 2003   | 65 545                        |
|     | Walferdange           | Walferdange                   | Ligne 1                                         | 21 juillet 1862    | 274 238                       |
|     | Wasserbillig          | Mertert                       | Ligne 3                                         | 29 août 1861       | 390 078                       |
|     | Wecker                | Biwer                         | Ligne 3                                         | 29 août 1861       | 113 703                       |
|     | Wiltz                 | Wiltz                         | Ligne 1b                                        | 1er juin 1881      | 255 679                       |
|     | Wilwerwiltz           | Kiischpelt                    | Ligne 1                                         | 15 décembre 1866   | 57 078                        |

### Gares futures
Le Plan national de mobilité 2035 du Ministère de la Mobilité et des Travaux publics, établi en 2022, prévoit l'ouverture future de cinq nouvelles gares :
- Gare de Belvaux Mairie (ligne 6f)
- Gare d'Erpeldange (ligne 1a)
- Gare de Metzeschmelz (ligne 6f)[4]
- Gare d'Ingeldorf (ligne 1a)
- Gare de Kayl Nord (ligne 6c)

### Gares fermées
- Gare d'Altwies[5]
- Gare d'Alzingen[6]
- Gare d'Aspelt[7]
- Gare de Bastendorf[8]
- Gare de Beaufort[9]
- Gare de Bech[10]
- Gare de Beidweiler
- Gare de Bellain[11]
- Gare de Bettel[12]
- Gare de Bettendorf[13]
- Gare de Bigonville - Holtz[14]
- Gare de Bissen[15]
- Gare de Bleesbruck
- Gare de Boevange[16]
- Gare de Bollendorf-Pont[17]
- Gare de Bonnevoie
- Gare de Born[18]
- Gare de Clemency[19]
- Gare de Colmar-Usines[20]
- Gare de Consdorf[21]
- Gare de Cruchten-Village
- Gare de Dillingen[22]
- Gare de Dommeldange (Charly)[23]
- Gare d'Echternach[24]
- Gare d'Echternach-Ville
- Gare d'Eich[25]
- Gare d'Eischen[26]
- Gare d'Ellange[27]
- Gare d'Ernster[28]
- Gare de Fentange[29]
- Gare du Findel (inachevée)
- Gare de Fouhren[30]
- Gare de Frisange
- Gare de Gilsdorf[31]
- Gare de Gonderange
- Gare de Grevenmacher[32]
- Gare de Grundhof[33]
- Gare de Hagen[34]
- Gare de Hautcharage[35]
- Gare de Hellange[36]
- Gare de Hemstal[37]
- Gare d'Hesperange[38]
- Gare de Hostert (Redange)[39]
- Gare de Hostert (Niederanven)[40]
- Gare de Hinkel[41]
- Gare de Hovelange[42]
- Gare de Junglinster[43]
- Gare de Kahler[44]
- Gare de Kaskelbach[45]
- Gare de Koetschette[46]
- Gare de Larochette[47]
- Gare de Lauterborn
- Gare de Luxembourg-Glacis
- Gare de Luxembourg-Parc
- Gare de Maulusmühle[48]
- Gare de Martelange[49]
- Gare de Martelange-Haut[50]
- Gare de Medernach[51]
- Gare de Moersdorf[52]
- Gare de Moestroff[53]
- Gare de Mondorf-les-Bains[54]
- Gare de Mondorf-Village[55]
- Gare de Muhlenbach
- Gare de Nagem[56]
- Gare de Niederpallen[57]
- Gare de Noerdange[58]
- Gare de Perlé[59]
- Gare de Rambrouch[60]
- Gare de Redange[61]
- Gare de Reichlange-Everlange[62]
- Gare de Reisdorf[63]
- Gare de Remich[64]
- Gare de Rippig[65]
- Gare de Rollingergrund
- Gare de Roodt - Rédange
- Gare de Rosport[66]
- Gare de Rumelange - Ottange[67]
- Gare de Scheidgen
- Gare de Scheuerberg[68]
- Gare de Schimpach-Wampach[69]
- Gare de Schleif[70]
- Gare de Schrondweiler[71]
- Gare de Senningen[72]
- Gare de Steinfort[73]
- Gare de Steinheim[74]
- Gare de Tandel
- Gare d'Useldange[75]
- Gare de Vianden[76]
- Gare de Wallendorf-Pont[77]
- Gare de Weiler-la-Tour
- Gare de Weilerbach[78]
- Gare de Wilwerdange[79]
- Gare de Winseler[80]
- Gare de Wolwelange
- Gare de Zittig

### Gares de triage
- Gare de triage de Bettembourg
- Gare de triage de Luxembourg
- Gare de triage de Pétange

### Gare multimodale
- Gare multimodale de Bettembourg